# Yaki-udon
Yaki-udon (jap. 焼きうどん) – danie regionalnej kuchni japońskiej. 

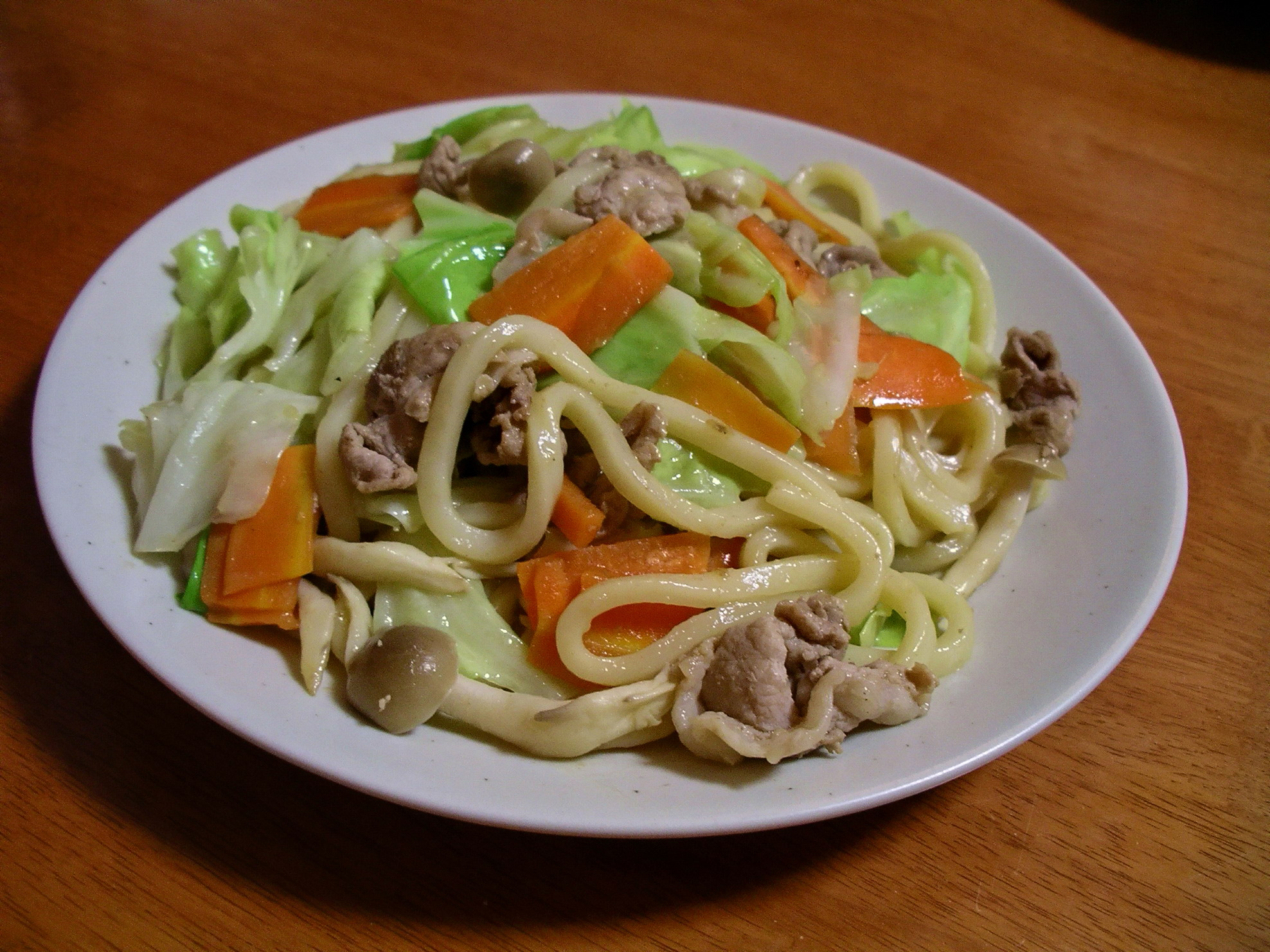
Yaki-udon

Pochodzi z Kiusiu, obecnie znane w innych regionach (patrz: yaki-soba). Gruby, gładki i biały makaron mieszany m.in. z mięsem i warzywami. Spożywany z różnorodnymi sosami. 
Danie proste do przyrządzenia i popularne w Japonii.

## Przepis
- 400 g suszu makaron udon
- 2 łyżki oleju słonecznikowego
- 175 g oczyszczonej i pokrojonej kałamarnicy
- 450 g dużych gotowanych krewetek lub kalmarów
- 4 cebule dymki, z grubsza rozdrobnione
- 225 g kiełków fasoli
- 15 świeżych grzybów shiitake w plastrach
- 4 łyżki suszonych zielonych wodorostów, moczonych w gorącej wodzie i osuszonych
- 4 łyżki płatków bonito
- 4 łyżki sosu sojowego
- sól i pieprz czarny, świeżo zmielony

Doprowadzić do wrzenia wody, dodać makaron i gotować przez 7 do 15 minut. Spłukać pod zimną wodą i osączyć. Rozgrzać olej w woku do smażenia. Kiedy olej osiągnie wysoką temperaturę, usmażyć kalmary i krewetki przez 2 minuty. Następnie należy dodać dymki, kiełki fasoli, grzyby i wodorosty. Następnie wszystko wymieszać i dalej smażyć przez następne 2 minuty. Dodać makaron i pozostałe składniki. Przyprawić, wymieszać i zostawić na małym ogniu na 1 minutę. Podzielić makaron i owoce morza na cztery porcje i podawać. 